# سارة فينر
سارة فينر (بالألمانية: Sarah Wiener)‏ (و. 1962  م) هي طباخة، ورائدة أعمال، وممثلة، وكاتبة غير روائية، وسياسية من النمسا، وألمانيا، ولدت في هاله، هي عضوةٌ في الخضر - البديل الخضر.

## مناصب
تولت منصب عضو البرلمان الأوروبي (منذ 2 يوليو 2019)
.

## وصلات خارجية
- سارة فينر على موقع IMDb (الإنجليزية)
- سارة فينر على موقع مونزينجر (الألمانية)
- سارة فينر على موقع قاعدة بيانات الفيلم (الإنجليزية)

- سارة فينر في قاعدة بيانات الأفلام على الإنترنت